# Kaia Kanepi
Pour les articles homonymes, voir Kanepi.
Kaia Kanepi, née le 10 juin 1985 à Haapsalu, est une joueuse de tennis estonienne, professionnelle depuis 2000.
À ce jour, elle a remporté quatre titres en simple sur le circuit WTA. Elle s'est particulièrement distinguée en Grand Chelem, où elle a acquis une réputation de bourreau des têtes de séries et de spécialiste des surprises. Au cours de sa carrière, Kanepi a ainsi obtenu 22 victoires face à des têtes de séries en Grand Chelem, dont 10 face à des joueuses du top 10. 
Elle a par ailleurs atteint 7 fois les quarts de finale dans les 4 tournois du Grand Chelem (1 à l'Open d'Australie, 2 à Roland Garros, 2 à Wimbledon et 2 à l'US Open), une performance exceptionnelle pour une joueuse de son classement.

## Carrière
En junior, elle a remporté Roland-Garros en 2001 en battant sur sa route les Russes Dinara Safina et Svetlana Kuznetsova.
En 2006, elle devient la première joueuse de tennis estonienne à se hisser en finale d'un tournoi WTA à l'Open Gaz de France de Paris, s'inclinant face à Kim Clijsters. 
En 2008, alors classée 49e, elle joue les quarts de finale à Roland-Garros (battue par Svetlana Kuznetsova), sa meilleure performance en simple dans une épreuve du Grand Chelem, avec ses quarts de finale à Wimbledon 2010 et à l'US Open 2010.
Elle décroche son premier tournoi en simple en juillet 2010 à l'occasion des Internationaux de Palerme, face à l'Italienne Flavia Pennetta en finale. Kaia Kanepi devient ainsi la première Estonienne à s'imposer sur le circuit WTA.
Elle renouvelle cette performance en janvier 2012 en remportant le tournoi de Brisbane, puis en avril 2012 à Estoril et en mai 2013 à l'Open de Bruxelles.
Dotée d'une remarquable frappe de balle des deux côtés et d'une bonne première balle au service, Kanepi s'installe dans le top 20 en 2012 (meilleur classement à la 15e place mondiale). Par la suite, de nombreuses blessures vont l'empêcher de disputer des saisons complètes sur le circuit WTA. Toutefois, elle fait preuve d'une remarquable longévité notamment en Grand Chelem, où elle obtient des résultats bien meilleurs que son classement avec 7 quarts de finale disputés et de nombreuses victoires face à des têtes de séries, dont 10 victoires face à des joueuses du top 10.

## Palmarès

### Titres en simple dames
| No | Date       | Nom et lieu du tournoi                  | Catégorie | Dotation  | Surface      | Finaliste            | Score          |          |
| -- | ---------- | --------------------------------------- | --------- | --------- | ------------ | -------------------- | -------------- | -------- |
| 1  | 12-07-2010 | XXIII Internazionali Femminili, Palerme | Intern'l  | 220 000 $ | Terre (ext.) | Flavia Pennetta      | 6-4, 6-3       | Parcours |
| 2  | 01-01-2012 | Brisbane International, Brisbane        | Premier   | 655 000 $ | Dur (ext.)   | Daniela Hantuchová   | 6-2, 6-1       | Parcours |
| 3  | 30-04-2012 | Estoril Open, Estoril                   | Intern'l  | 220 000 $ | Terre (ext.) | Carla Suárez Navarro | 3-6, 7-66, 6-4 | Parcours |
| 4  | 20-05-2013 | Brussels Open, Bruxelles                | Premier   | 690 000 $ | Terre (ext.) | Peng Shuai           | 6-2, 7-5       | Parcours |

### Finales en simple dames
| No | Date       | Nom et lieu du tournoi       | Catégorie | Dotation  | Surface         | Vainqueure         | Score          |          |
| -- | ---------- | ---------------------------- | --------- | --------- | --------------- | ------------------ | -------------- | -------- |
| 1  | 30-10-2006 | Gaz de France Stars, Hasselt | Tier III  | 175 000 $ | Moquette (int.) | Kim Clijsters      | 6-3, 3-6, 6-4  | Parcours |
| 2  | 29-09-2008 | AIG Japan Open, Tokyo        | Tier III  | 175 000 $ | Dur (ext.)      | Caroline Wozniacki | 6-2, 3-6, 6-1  | Parcours |
| 3  | 17-10-2011 | Kremlin Cup, Moscou          | Premier   | 721 000 $ | Dur (int.)      | Dominika Cibulková | 3-6, 7-61, 7-5 | Parcours |
| 4  | 17-09-2012 | KDB Korea Open, Séoul        | Intern'l  | 500 000 $ | Dur (ext.)      | Caroline Wozniacki | 6-1, 6-0       | Parcours |
| 5  | 01-02-2021 | Gippsland Trophy, Melbourne  | WTA 500   | 447 620 $ | Dur (ext.)      | Elise Mertens      | 6-4, 6-1       | Parcours |
| 6  | 01-08-2022 | City Open, Washington        | WTA 250   | 251 750 $ | Dur (ext.)      | Liudmila Samsonova | 4-6, 6-3, 6-3  | Parcours |

### Titre en double dames
Aucun

### Finale en double dames
| No | Date       | Nom et lieu du tournoi | Catégorie | Dotation  | Surface    | Vainqueures                     | Partenaire      | Score            |          |
| -- | ---------- | ---------------------- | --------- | --------- | ---------- | ------------------------------- | --------------- | ---------------- | -------- |
| 1  | 09-04-2012 | e-Boks Open Copenhague | Intern'l  | 220 000 $ | Dur (int.) | Kimiko Date-Krumm Rika Fujiwara | Sofia Arvidsson | 6-2, 4-6, [10-5] | Parcours |

## Parcours en Grand Chelem

### En simple dames
| Année | Open d'Australie | Open d'Australie    | Internationaux de France | Internationaux de France | Wimbledon       | Wimbledon         | US Open         | US Open              |
| ----- | ---------------- | ------------------- | ------------------------ | ------------------------ | --------------- | ----------------- | --------------- | -------------------- |
| 2002  | Q2               | Tatiana Perebiynis  | —                        | —                        | —               | —                 | Q1              | Alena Vašková        |
| 2003  | —                | —                   | —                        | —                        | —               | —                 | Q2              | Anikó Kapros         |
| 2004  | Q2               | Anna-Lena Grönefeld | Q2                       | Barbara Rittner          | —               | —                 | —               | —                    |
| 2005  | —                | —                   | —                        | —                        | —               | —                 | Q2              | Emmanuelle Gagliardi |
| 2006  | Q1               | Tatiana Poutchek    | 2e tour (1/32)           | Anabel Medina            | 1er tour (1/64) | Martina Müller    | 3e tour (1/16)  | Virginie Razzano     |
| 2007  | 2e tour (1/32)   | Alicia Molik        | 1er tour (1/64)          | Shahar Peer              | 2e tour (1/32)  | Shahar Peer       | 1er tour (1/64) | Sania Mirza          |
| 2008  | 1er tour (1/64)  | Alicia Molik        | 1/4 de finale            | S. Kuznetsova            | 1er tour (1/64) | Serena Williams   | 2e tour (1/32)  | Amélie Mauresmo      |
| 2009  | 3e tour (1/16)   | Dinara Safina       | 1er tour (1/64)          | Y. Shvedova              | 1er tour (1/64) | Carla Suárez      | 1er tour (1/64) | Chang Kai-chen       |
| 2010  | 2e tour (1/32)   | Nadia Petrova       | 2e tour (1/32)           | Jelena Janković          | 1/4 de finale   | Petra Kvitová     | 1/4 de finale   | Vera Zvonareva       |
| 2011  | 2e tour (1/32)   | Julia Görges        | 3e tour (1/16)           | E. Makarova              | 1er tour (1/64) | Sara Errani       | 2e tour (1/32)  | Silvia Soler         |
| 2012  | 2e tour (1/32)   | E. Makarova         | 1/4 de finale            | Maria Sharapova          | —               | —                 | —               | —                    |
| 2013  | —                | —                   | 2e tour (1/32)           | Stefanie Vögele          | 1/4 de finale   | Sabine Lisicki    | 3e tour (1/16)  | Angelique Kerber     |
| 2014  | 1er tour (1/64)  | Garbiñe Muguruza    | 1er tour (1/64)          | Monica Niculescu         | 2e tour (1/32)  | Y. Shvedova       | 1/8 de finale   | Serena Williams      |
| 2015  | 1er tour (1/64)  | Irina Falconi       | 1er tour (1/64)          | Maria Sharapova          | 1er tour (1/64) | Hsieh Su-wei      | 2e tour (1/32)  | Elina Svitolina      |
| 2016  | —                | —                   | Q2                       | Verónica Cepede Royg     | —               | —                 | —               | —                    |
| 2017  | —                | —                   | —                        | —                        | Q2              | Arina Rodionova   | 1/4 de finale   | Madison Keys         |
| 2018  | 3e tour (1/16)   | Carla Suárez        | 1er tour (1/64)          | Daria Kasatkina          | 1er tour (1/64) | S. Sorribes Tormo | 1/8 de finale   | Serena Williams      |
| 2019  | 1er tour (1/64)  | Simona Halep        | 1/8 de finale            | Petra Martić             | 2e tour (1/32)  | Belinda Bencic    | 2e tour (1/32)  | Donna Vekić          |
| 2020  | 1er tour (1/64)  | Barbora Krejčíková  | 2e tour (1/32)           | Elise Mertens            | Annulé          | Annulé            | 2e tour (1/32)  | Ons Jabeur           |
| 2021  | 3e tour (1/16)   | Donna Vekić         | 1er tour (1/64)          | M. Vondroušová           | 1er tour (1/64) | L. Samsonova      | 2e tour (1/32)  | L. A. Fernandez      |
| 2022  | 1/4 de finale    | Iga Świątek         | 3e tour (1/16)           | Coco Gauff               | 1er tour (1/64) | Diane Parry       | 2e tour (1/32)  | Aryna Sabalenka      |
| 2023  | 1er tour (1/64)  | Kimberly Birrell    | 1er tour (1/64)          | Madison Keys             | 1er tour (1/64) | V. Kudermetova    | 2e tour (1/32)  | Zheng Qinwen         |
| 2024  | Q1               | Storm Hunter        | Q1                       | Petra Marčinko           |                 |                   |                 |                      |

N.B. : à droite du résultat se trouve le nom de l'ultime adversaire.

### En double dames
N.B. : le nom de la partenaire se trouve sous le résultat ; les noms des ultimes adversaires se trouvent à droite.

### En double mixte
| Année | Open d'Australie | Open d'Australie | Internationaux de France                                                      | Internationaux de France | Wimbledon                                                         | Wimbledon | US Open                                                                  | US Open |
| ----- | ---------------- | ---------------- | ----------------------------------------------------------------------------- | ------------------------ | ----------------------------------------------------------------- | --------- | ------------------------------------------------------------------------ | ------- |
| 2008  | —                | —                | —                                                                             | —                        | 2e tour (1/16) Calleri \|\| style="text-align:left;" \| Peng Damm | —         | —                                                                        |         |
| 2009  | —                | —                | —                                                                             | —                        | —                                                                 | —         | 1er tour (1/16) Mertiňák \|\| style="text-align:left;" \| Pennetta Vemić |         |
| 2010  | —                | —                | —                                                                             | —                        | —                                                                 | —         | 2e tour (1/8) Lindstedt \|\| style="text-align:left;" \| Black Paes      |         |
| 2011  | —                | —                | 1er tour (1/16) Lindstedt \|\| style="text-align:left;" \| Srebotnik Zimonjić | —                        | —                                                                 | —         | —                                                                        |         |

N.B. : le nom du partenaire se trouve sous le résultat ; les noms des ultimes adversaires se trouvent à droite.

## Parcours en «Premier» et WTA 1000
Les tournois WTA « Premier Mandatory » et « Premier 5 » (entre 2009 et 2020) et WTA 1000 (à partir de 2021) constituent les catégories d'épreuves les plus prestigieuses, après les quatre levées du Grand Chelem. 

De 2009 à 2023, les tournois Premier Mandatory (dits tournois WTA 1000 obligatoires entre 2021 et 2023) regroupent Indian Wells, Miami, Madrid et Pékin, les autres constituant les tournois Premier 5 (tournois WTA 1000 non-obligatoires). À partir de 2024, le nombre de tournois WTA 1000 passe à 10 par saison (fin de l’alternance Doha / Dubaï), ces derniers devenant tous obligatoires et offrant tous 1000 points à la vainqueure (contre 900 points précédemment pour les tournois Premier 5).

### En simple dames
| Année |       |                         |                               |                              |                                  |                                   |                                |                             |                             |                              |  |                              |
| Doha  | Dubaï | Indian Wells            | Miami                         | Madrid                       | Rome                             | Canada                            | Cincinnati                     | Pékin                       |                             | Tokyo                        |  |                              |
| Doha  | Dubaï | Indian Wells            | Miami                         | Madrid                       | Rome                             | Canada                            | Cincinnati                     | Pékin                       | Wuhan                       |                              |  |                              |
| Doha  | Dubaï | Indian Wells            | Miami                         | Madrid                       | Rome                             | Canada                            | Cincinnati                     | Pékin                       | Guadalajara                 |                              |  |                              |
| 2009  |       | Hors calendrier         | 1/2 finale V. Razzano         | 3e tour (1/16) C. Wozniacki  | 3e tour (1/16) A. Radwańska      | 1er tour (1/32) L. Šafářová       | 1/4 de finale V. Azarenka      | 1er tour (1/32) L. Šafářová | 1er tour (1/32) V. Azarenka | 1er tour (1/32) S. Williams  |  | 1er tour (1/32) Chang K-c.   |
| 2010  |       | Hors calendrier         |                               | 1er tour (1/64) S. Cîrstea   | 1er tour (1/64) L. Šafářová      |                                   |                                | 3e tour (1/8) K. Clijsters  |                             | 2e tour (1/16) P. Kvitová    |  | 1/4 de finale F. Schiavone   |
| 2011  |       | Hors catégorie          | 3e tour (1/8) J. Janković     | 3e tour (1/16) Y. Wickmayer  | 2e tour (1/32) V. Razzano        | 1er tour (1/32) J. Görges         | 1er tour (1/32) R. Oprandi     |                             |                             | 3e tour (1/8) C. Wozniacki   |  | 1/4 de finale A. Radwańska   |
| 2012  |       |                         | Hors catégorie                | 2e tour (1/32) C. Scheepers  | 2e tour (1/32) S. Soler Espinosa | 1er tour (1/32) L. Šafářová       |                                |                             |                             |                              |  | 2e tour (1/16) J. Hampton    |
| 2013  |       |                         | Hors catégorie                |                              |                                  | 1/4 de finale M. Sharapova        |                                |                             |                             | 2e tour (1/16) L. Šafářová   |  |                              |
| 2014  |       | 2e tour (1/16) S. Halep | Hors catégorie                | 2e tour (1/32) Y. Shvedova   | 3e tour (1/16) C. Suárez Navarro | 1er tour (1/32) A. Riske          |                                |                             |                             | 1er tour (1/32) M. Sharapova |  |                              |
| 2015  |       | Hors catégorie          | 1er tour (1/32) S. Kuznetsova | 1er tour (1/64) O. Jabeur    | 3e tour (1/16) C. Wozniacki      | 2e tour (1/16) S. Stosur          |                                |                             |                             |                              |  |                              |
|       |       |                         |                               |                              |                                  |                                   |                                |                             |                             |                              |  |                              |
| 2018  |       |                         | Hors catégorie                | 2e tour (1/32) C. Vandeweghe | 1er tour (1/64) C. McHale        |                                   | 2e tour (1/16) S. Stephens     |                             | 2e tour (1/16) A. Barty     |                              |  |                              |
| 2019  |       | Hors catégorie          |                               | 2e tour (1/32) J. Görges     | 1er tour (1/64) A. Riske         |                                   |                                |                             |                             |                              |  |                              |
|       |       |                         |                               |                              |                                  |                                   |                                |                             |                             |                              |  |                              |
| 2021  |       | Hors catégorie          | 1er tour (1/32) S. Rogers     | 1er tour (1/64) M. Keys      | 2e tour (1/32) E. Rybakina       |                                   |                                |                             |                             | Annulé                       |  | Annulé                       |
| 2022  |       |                         | Hors catégorie                | 3e tour (1/16) H. Dart       | 3e tour (1/16) O. Jabeur         | 2e tour (1/16) J. Pegula          |                                | 2e tour (1/16) G. Muguruza  | 1er tour (1/32) V. Azarenka | Hors calendrier              |  | 1er tour (1/32) L. Samsonova |
| 2023  |       | Hors catégorie          | 1er tour (1/32) V. Tomova     | 1er tour (1/64) A. Sasnovich | 1er tour (1/64) C. Giorgi        | 1er tour (1/64) I. B. Escorihuela | 1er tour (1/64) M. Vondroušová |                             |                             |                              |  |                              |

Sous le résultat, l’ultime adversaire.
1. 1 2   Les tournois de Doha et Dubaï alternent le statut de tournoi WTA 1000 (ex Premier 5) entre 2009 et 2023 : les trois premières éditions ont lieu à Dubaï, les trois suivantes à Doha, puis Dubaï accueille le tournoi de cette catégorie les années impaires et Dubaï les années paires. De 2011 à 2023, la ville qui n’accueille pas de WTA 1000 organise à la place un tournoi WTA 500 (ex Premier).
2. 1 2 3 4 5 6 7 8   L’ordre de déroulement des tournois a évolué depuis 2009 : Rome se dispute avant Madrid et Cincinnati avant Montréal/Toronto jusqu’en 2010, tandis que Tokyo/Wuhan/Guadalajara ont lieu avant Pékin jusqu’en 2023.
3. 1 2  Du fait de la pandémie de Covid-19, les tournois d’Indian Wells, de Miami, de Madrid, du Canada, de Wuhan et de Pékin sont annulés en 2020. Ces deux derniers le sont également en 2021. Pour des raisons d’organisation, le tournoi de Cincinnati 2020 a exceptionnellement lieu à Flushing Meadows à New York.
4. ↑  Le 1er décembre 2021, le président de la WTA, Steve Simon, annonce que tous les tournois prévus en Chine et à Hong Kong sont suspendus à partir de 2022, en raison de préoccupations concernant la sécurité et le bien-être de la joueuse de tennis chinoise Peng Shuai après ses allégations de relations sexuelles non-consenties avec Zhang Gaoli, membre de haut rang du Parti communiste chinois. Le tournoi de Pékin revient en 2023. Le tournoi de Guadalajara remplace celui de Wuhan pendant deux ans, ce dernier réapparaissant en 2024.

## Parcours aux Jeux olympiques

### En simple dames
| # | Date       | Nom de l'olympiade           | Surface    | Résultat        | Ultime adversaire | Score         |          |
| - | ---------- | ---------------------------- | ---------- | --------------- | ----------------- | ------------- | -------- |
| 1 | 15/08/2004 | Olympic Tennis Event Athènes | Dur (ext.) | 1er tour (1/32) | Cho Yoon-jeong    | 7-61, 6-1     | Parcours |
| 2 | 11/08/2008 | Olympic Tennis Event Pékin   | Dur (ext.) | 3e tour (1/8)   | Li Na             | 4-6, 6-2, 6-0 | Parcours |

### En double dames
| # | Date       | Nom de l'olympiade           | Surface    | Résultat        | Partenaire | Ultimes adversaires                | Score    |          |
| - | ---------- | ---------------------------- | ---------- | --------------- | ---------- | ---------------------------------- | -------- | -------- |
| 1 | 15/08/2004 | Olympic Tennis Event Athènes | Dur (ext.) | 1er tour (1/16) | Maret Ani  | Alicia Molik Rennae Stubbs         | 6-4, 6-1 | Parcours |
| 2 | 11/08/2008 | Olympic Tennis Event Pékin   | Dur (ext.) | 1er tour (1/16) | Maret Ani  | Victoria Azarenka Tatiana Poutchek | 6-2, 6-2 | Parcours |

## Parcours en Fed Cup
| #                                                                 | Date       | Lieu    | Surface      | Gagnante(s)           | Perdante(s)                 | Score          |          |
| ----------------------------------------------------------------- | ---------- | ------- | ------------ | --------------------- | --------------------------- | -------------- | -------- |
|                                                                   |            |         |              |                       |                             |                |          |
| 2009 - Barrage (groupe mondial II) - Estonie - Israël - 3 : 2     |            |         |              |                       |                             |                |          |
| 1                                                                 | 25/04/2009 | Tallinn | Dur (int.)   | Kaia Kanepi           | Tzipora Obziler             | 6-1, 6-3       | Parcours |
| 1                                                                 | 25/04/2009 | Tallinn | Dur (int.)   | Kaia Kanepi           | Shahar Peer                 | 6-3, 6-4       | Parcours |
| 1                                                                 | 25/04/2009 | Tallinn | Dur (int.)   | Maret Ani Kaia Kanepi | Tzipora Obziler Shahar Peer | 1-6, 6-4, 8-6  | Parcours |
|                                                                   |            |         |              |                       |                             |                |          |
| 2010 - 1er tour (groupe mondial II) - Estonie - Argentine - 4 : 1 |            |         |              |                       |                             |                |          |
| 2                                                                 | 06/02/2010 | Tallinn | Dur (int.)   | Kaia Kanepi           | Paula Ormaechea             | 6-1, 7-5       | Parcours |
| 2                                                                 | 06/02/2010 | Tallinn | Dur (int.)   | Kaia Kanepi           | Aranza Salut                | 6-1, 6-1       | Parcours |
|                                                                   |            |         |              |                       |                             |                |          |
| 2010 - Barrage (groupe mondial I) - Belgique - Estonie - 3 : 2    |            |         |              |                       |                             |                |          |
| 3                                                                 | 24/04/2010 | Hasselt | Terre (int.) | Yanina Wickmayer      | Kaia Kanepi                 | 6-2, 4-6, 6-1  | Parcours |
| 3                                                                 | 24/04/2010 | Hasselt | Terre (int.) | Kaia Kanepi           | Justine Henin               | 6-76, 6-4, 6-3 | Parcours |
|                                                                   |            |         |              |                       |                             |                |          |
| 2011 - 1er tour (groupe mondial II) - Estonie - Espagne - 1 : 4   |            |         |              |                       |                             |                |          |
| 4                                                                 | 05/02/2011 | Tallinn | Dur (int.)   | Kaia Kanepi           | Carla Suárez Navarro        | 6-3, 6-2       | Parcours |
| 4                                                                 | 05/02/2011 | Tallinn | Dur (int.)   | María José Martínez   | Kaia Kanepi                 | 3-6, 6-4, 6-3  | Parcours |

## Classements WTA en fin de saison
| Année          | 2001 | 2002 | 2003 | 2004 | 2005 | 2006 | 2007 | 2008 | 2009 | 2010 | 2011 | 2012 | 2013 | 2014 | 2015 | 2016 | 2017 | 2018 | 2019 | 2020 | 2021 | 2022 | 2023 | 2024 |
| Rang en simple | 199  | 283  | 167  | 226  | 120  | 64   | 75   | 27   | 61   | 22   | 34   | 19   | 30   | 52   | 126  | 301  | 107  | 58   | 102  | 101  | 72   | 30   | 168  | 1295 |
| Rang en double | –    | 546  | 363  | –    | 501  | 890  | 330  | 244  | 156  | 285  | 150  | 119  | –    | 167  | –    | –    | –    | 324  | –    | –    | 1384 | 519  | 1284 | –    |

Source : (en) Classements de Kaia Kanepi sur le site officiel de la Fédération internationale de tennis

## Records et statistiques

### Victoires sur le top 10
Toutes ses victoires sur des joueuses classées dans le top 10 de la WTA lors de la rencontre.
| Légende              |
| Grand Chelem         |
| Premier 5 / WTA 1000 |
| Premier / WTA 500    |
| WTA 250              |
| Fed Cup              |

| #  | rang   |  | Tournoi          | Année | Surface      |  | Adversaire         | Rang  | Tour | Score            | Tableau |
| -- | ------ |  | ---------------- | ----- | ------------ |  | ------------------ | ----- | ---- | ---------------- | ------- |
| 1  | no 49  |  | Roland-Garros    | 2008  | Terre battue |  | Anna Chakvetadze   | no 6  | 1/32 | 6-4, 7-62        | Tableau |
| 2  | no 24  |  | Dubaï            | 2009  | Dur          |  | Jelena Janković    | no 3  | 1/8  | 6-2, 7-5         | Tableau |
| 3  | no 80  |  | Wimbledon        | 2010  | Gazon        |  | Samantha Stosur    | no 6  | 1/64 | 6-4, 6-4         | Tableau |
| 4  | no 32  |  | US Open          | 2010  | Dur          |  | Jelena Janković    | no 5  | 1/16 | 6-2, 7-61        | Tableau |
| 5  | no 25  |  | Tokyo            | 2010  | Dur          |  | Jelena Janković    | no 6  | 1/8  | 6-4, 6-4         | Tableau |
| 6  | no 43  |  | Tokyo            | 2011  | Dur          |  | Caroline Wozniacki | no 1  | 1/8  | 7-5, 1-6, 6-4    | Tableau |
| 7  | no 34  |  | Brisbane         | 2012  | Dur          |  | Andrea Petkovic    | no 10 | 1/4  | 6-1, 7-67        | Tableau |
| 8  | no 23  |  | Roland-Garros    | 2012  | Terre battue |  | Caroline Wozniacki | no 9  | 1/16 | 6-1, 63-7, 6-3   | Tableau |
| 9  | no 46  |  | Wimbledon        | 2013  | Gazon        |  | Angelique Kerber   | no 7  | 1/32 | 3-6, 7-66, 6-3   | Tableau |
| 10 | no 42  |  | Wimbledon        | 2014  | Gazon        |  | Jelena Janković    | no 8  | 1/64 | 6-3, 6-2         | Tableau |
| 11 | no 44  |  | US Open          | 2018  | Dur          |  | Simona Halep       | no 1  | 1/64 | 6-2, 6-4         | Tableau |
| 12 | no 94  |  | Gippsland Trophy | 2021  | Dur          |  | Aryna Sabalenka    | no 7  | 1/16 | 6-1, 2-6, 6-1    | Tableau |
| 13 | no 65  |  | Open d'Australie | 2021  | Dur          |  | Sofia Kenin        | no 4  | 1/32 | 6-3, 6-2         | Tableau |
| 14 | no 115 |  | Open d'Australie | 2022  | Dur          |  | Aryna Sabalenka    | no 2  | 1/8  | 5-7, 6-2, 710-67 | Tableau |
| 15 | no 46  |  | Roland-Garros    | 2022  | Terre battue |  | Garbiñe Muguruza   | no 10 | 1/64 | 2-6, 6-3, 6-4    | Tableau |